# 8. Lothringisches Infanterie-Regiment Nr. 159
Das 8. Lothringische Infanterie-Regiment Nr. 159 war ein Infanterie-Verband der Preußischen Armee.

## Geschichte
Der Verband wurde im Zuge der Heereserweiterung 1897 am 1. April 1897 aus dem IV. Bataillon des Infanterie-Regiments „Freiherr von Sparr“ (3. Westfälisches) Nr. 16 und dem Niederrheinischen Füsilier-Regiment Nr. 39 (I. Bataillon) sowie den Infanterie-Regimentern Nr. 56 und 57 (II. Bataillon) als Infanterie-Regiment Nr. 159 errichtet. Die Garnison des I. Bataillons lag zunächst in Düsseldorf, die des II. Bataillons in Wesel. Am 29. März 1899 wurden beide Einheiten am neuen Standort in Mülheim an der Ruhr zusammengeführt.
Gemeinsam mit dem ebenfalls neu aufgestellten Infanterie-Regiment Nr. 158 bildete es zunächst die zur 13. Division gehörende 79. Infanterie-Brigade. Später wurde das Regiment der 14. Division unterstellt und bildete gemeinsam mit dem Niederrheinischen Füsilier-Regiment Nr. 39 die 28. Infanterie-Brigade.
Am 27. Januar 1902 erließ Wilhelm II. den Armee-Befehl, dass die bislang noch ohne landmannschaftliche Bezeichnung geführten Verbände zur besseren Unterscheidung und zur Traditionsbildung eine Namenserweiterung erhielten. Das Regiment führte daher ab diesem Zeitpunkt die Bezeichnung 8. Lothringisches Infanterie-Regiment Nr. 159.

### Erster Weltkrieg
Das Regiment machte vom 2. bis 6. August 1914 mobil, marschierte durch das neutrale Belgien in Richtung Namur und lieferte sich am 23. August sein erstes Gefecht mit belgischen Truppen um das Fort Sualee, dem wenige Tage später die Eroberung von Namur folgte. Erste Verluste erlitt das Regiment Ende August bei Kämpfen um den Ort Merbes-le-Château. Mitte September wurde der deutsche Vormarsch an der Aisne nahe Laon durch französische Truppen gestoppt. Es folge ein einjähriger Stellungskampf, bis der Verband Einheit Anfang 1916 nach Verdun verlegt wurde. Weitere Einsatzorte waren Soissons, Reims, Cambrai und zuletzt wieder die Aisne. Sein letztes Gefecht bestritt das Regiment am 7. November 1918, als es bei Sedan den Rückzug der Division über die Maas decken musste. Nach schweren Verlusten wurde das II. Bataillon am 10. November 1918 aufgelöst.

#### Gefechtskalender

##### 1914
- 22. bis 25. August – Kämpfe bei Namur
- 25. August bis 7. September – Belagerung und Einnahme von Mabeuge
- vom 13. September – Kämpfe an der Aisne

##### 1915
- bis 29. Oktober – Kämpfe an der Aisne
- 30. Oktober bis 26. Dezember – Ausbildung und Verlegung nach Verdun
- vom 27. Dezember – Stellungskämpfe bei Verdun

##### 1916
- bis 20. Dezember – Stellungskämpfe bei Verdun
- 21. bis 26. Dezember – Verlegung in die Champagne
- vom 27. Dezember – Stellungskämpfe in der Champagne

##### 1917
- bis 5. April – Stellungskämpfe in der Champagne
- 06. April bis 27. Mai – Schlacht in der Champagne
- 28. Mai bis 22. Oktober – Stellungskämpfe bei Reims
- 28. Oktober bis 2. November – Nachhutkämpfe an der Ailette
- vom 3. November – Stellungskämpfe nördlich der Ailette

##### 1918
- bis 10. Mai 1918 – Stellungskämpfe nördlich der Ailette und Große Schlacht von Frankreich
- 11. bis 26. Mai – Ruhestellung und Ausbildung
- 27. Mai bis 13. Juni – Schlacht von Soissons
- 14. Juni bis 4. Juli – Stellungskämpfe zwischen Oise und Marne
- 05. bis 17. Juli – Stellungskämpfe westlich Soissons
- 18. bis 20. Juli – Abwehrschlacht zwischen Soissons und Reims
- 21. Juli bis 23. August – Ruhephase, Ausbildung und Verlegung
- 24. August bis 2. September – Schlacht bei Albert – Péronne
- 03. bis 7. September – Kämpfe an der Siegfriedlinie
- 08. bis 12. September – Abwehrschlacht zwischen Cambrai und St. Quentin
- 13. September bis 4. Oktober – Ruhephase
- 05. bis 9. Oktober – Abwehrschlacht in der Champagne
- 10. bis 12. Oktober – Kämpfe an der Hunding- und Brundhildstellung
- 13. bis 31. Oktober – Kämpfe an der Aisne
- 01. bis 4. November – Kämpfe zwischen Aisnie und Maas
- 05. bis 11. November – Rückzugskämpfe vor der Antwerpen-Maas-Stellung
- ab 12. November 1918 – Rückmarsch in die Heimat

### Verbleib
Nach Kriegsende kehrten die Reste der Truppe in die Mülheimer Garnison zurück, wo sie am 13. Dezember eintrafen. Anfang Februar 1919 wurde das Regiment dann nach Burgsteinfurt verlegt, wo es im Rahmen der Demobilisierung aufgelöst wurde. Aus Freiwilligen des aufgelösten Verbandes entstanden verschiedene Freiformationen. Der vormalige Regimentskommandeur Major Siegfried Schulz stellte ab 27. Februar 1919 ein nach ihm benanntes Freikorps auf, das am 9. März wieder in die Mülheimer Kaserne einrückte. Es gliederte sich in Stab, I. und II. Bataillon sowie MG-Kompanie und beteiligt sich an der Niederschlagung von Unruhen im westlichen Münsterland, im Ruhrgebiet sowie in Mülheim. Außerdem bildete sich eine Freiwilligen-Kompanie „Kohnert“.
Beide Formationen gingen in der Vorläufigen Reichswehr im Juni 1919 im Reichswehr-Infanterie-Regiment 101 auf.
Die Tradition übernahm in der Reichswehr durch Erlass des Chefs der Heeresleitung General der Infanterie Hans von Seeckt vom 24. August 1921 die 11. Kompanie des in Oldenburg stationierte 16. Infanterie-Regiments.

## Kommandeure
| Dienstgrad     | Name                   | Datum                                 |
| -------------- | ---------------------- | ------------------------------------- |
| Oberst         | Carl Felix von Winning | 1. April 1897 bis 22. Mai 1899        |
| Oberst         | Oskar Regenauer        | 23. Mai 1899 bis 17. Oktober 1902     |
| Oberst         | Ernst Wettich          | 18. Oktober 1902 bis 12. Februar 1906 |
| Oberst         | Karl Jung              | 13. Februar 1906 bis 26. Januar 1908  |
| Oberst         | Gotthold Scholz        | 27. Januar 1908 bis 20. Februar 1911  |
| Oberst         | Oskar Schaeffer        | 21. Februar 1911 bis 21. Mai 1912     |
| Oberst         | Walther Lehmann        | 22. Mai 1912 bis 30. September 1913   |
| Oberst         | Karl von Kraewel       | 1. Oktober 1913 bis 8. Juli 1915      |
| Major          | Otto von der Gablentz  | 9. Juli 1915 bis 11. März 1916        |
| Major          | Arthur Gallus          | 12. bis 27. März 1916                 |
| Oberstleutnant | Willy von Livonius     | 28. März 1916 bis 19. Februar 1917    |
| Major          | Heinrich von Wodtke    | 20. Februar 1917 bis 18. Januar 1918  |
| Major          | Adolf von Bülow        | 19. Januar bis Juli 1918              |
| Major          | Siegfried Schulz       | Juli 1918 bis Demobilisierung         |